# Cheryl B
Шерил Берк (англ. Cheryl Burke, 19 сентября 1972, Статен-Айленд, Нью-Йорк — 18 июня 2011), известная под псевдонимом Cheryl B, — американская журналистка, поэтесса-декламатор, драматург, связанная с арт-сценой Ист-Виллидж в Нью-Йорке. Она наиболее известна благодаря своей автобиографической книге «Моё прекрасное место: автобиография Шерил Б.», которая была опубликована посмертно и вместе с романом Джона Ирвинга «В одном лице» стала лауреатом литературной премии «Лямбда» за бисексуальную литературу 2013 года.

## Биография
Берк родилась 19 сентября 1972 года в Статен-Айленде, штат Нью-Йорк, США и выросла в Нью-Джерси. Позже она переехала в Нью-Йорк, где окончила Нью-Йоркский университет и Новую школу. При жизни Берк была известна устными поэтическими выступлениями в таких местах, как Nuyorican Poets Café, Bowery Poetry Club, Национальный клуб искусств, P.S. 122 и поэтический проект Святого Марка.
Её работы появлялись в таких периодических изданиях, как Ping Pong, BUST, KGB Bar Lit, GO и Velvet Park, а также в антологиях, таких как Word Warriors: 35 Women Leaders in the Spoken Word Revolution (Seal Press, 2007), Reactions 5 (Pen & Inc. , 2005), The Milk of Almonds: Italian-American Women Writers on Food & Culture (Feminist Press, 2002), The World in Us (St. Martins Press, 2000), Pills, Thrills, Chills and Heartache (Alyson Books, 2004) и His Hands, His Tools, His Sex, His Dress (Haworth Press, 2001).
В 2010 году у неё диагностировали лимфому Ходжкина. Она вела блог WTF Cancer Diaries, чтобы задокументировать свой опыт лечения рака, но умерла 18 июня 2011 года от отравления блеомицином, что явилось осложнением лечения. My Awesome Place, её единственная изданная книга, была доработана для публикации группой её друзей и коллег, в том числе писательницей Сарой Шульман, и была опубликована Topside Press в 2012 году.
Она была бисексуалкой; Келли Данхэм, её партнёрша, приняла после смерти Берк литературную премию Lambda за My Awesome Place от её имени. Помимо литературной премии Lambda, My Awesome Place также получила премию би-писателя на первой церемонии вручения награды Bisexual Book Awards Ассоциации писателей-бисексуалов в 2013 году.

## Работы
- My Awesome Place: The Autobiography of Cheryl B (2012, ISBN 978-0983242253)